# Jacob Leupold
Jacob Leupold (ur. 22 lipca 1674 w Zwickau, zm. 12 stycznia 1727 w Lipsku) – niemiecki fizyk, matematyk i inżynier. Budował powietrzne podnośniki cieczy. W swoich pracach opisywał ówczesne maszyny i przyrządy. Jest autorem ważnej pracy „Theatrum Machinarum Generale” (Ogólna teoria maszyn) z 1727 roku.

## Życiorys
Od dzieciństwa interesował się narzędziami i sprawami technicznymi. Obserwował oraz pomagał w pracy ojcu, który był rzemieślnikiem. Początkowo studiował teologię, jednak wciąż żywo interesował się nauką i techniką. Aby się utrzymać dorabiał jako rzemieślnik. Pomagał konstruować i budować przyrządy potrzebne do przeprowadzania doświadczeń fizycznych. Z czasem całkowicie poświęcił się swojej pasji.
Theatrum Machinarum Generale było jednym z pierwszych dzieł z dziedziny inżynierii mechanicznej. Leupold zaprojektował maszynę liczącą, jednak nigdy nie udało mu się jej zbudować z powodu przedwczesnej śmierci.
Ożenił się z Anną Elizabeth, z którą miał trzech synów i trzy córki.